# Verpillières
Verpillières é uma comuna francesa na região administrativa de Altos da França, no departamento de Somme. Estende-se por uma área de 4,87 km². Em 2010 a comuna tinha 175 habitantes (densidade: 35,9 hab./km²).